# Мінамі-Шімабара

Міна́мі-Шімаба́ра (яп. 南島原市, みなみしまばらし, МФА: [mʲinamʲi ɕimabaɾa ɕi̥]?) — місто в Японії, в префектурі Нагасакі.     Отримало статус міста 2006 року. Площа становить 169,91 км². Станом на 1 серпня 2011 року населення складало 49 488  осіб, густота населення — 291 осіб/км².     

## Історія
1637 року на територію майбутнього міста Мінамі-Шімабара охопило Шімабарське повстання. Його організували селяни, колишні християни, що збунтувалися про релігійного гніту, високих податків та голоду. 1638 року японські урядові війська жорстоко придушили повстання, винищивши близько 30 тисяч осіб.
Мацуура отримала статус міста 31 березня 2006 року.